# Erich Krüger (Politiker, 1891)
Erich Hermann Johannes Krüger (* 2. Juni 1891 in Magdeburg-Sudenburg; † 2. Dezember 1946 ebenda) war ein deutscher Schriftsteller und Politiker (LDP). Er war Abgeordneter des Landtags von Sachsen-Anhalt in der sowjetischen Besatzungszone (SBZ).

## Leben
Krüger war Schriftsteller und vor 1933 Mitglied der Deutschen Staatspartei (DstP). Nach dem Zweiten Weltkrieg wurde er 1945 Mitglied der Liberaldemokratischen Partei Deutschlands (LDP). Im Oktober 1946 wurde er zum Mitglied des Landtages der Provinz Sachsen-Anhalt gewählt. Krüger starb nach längerer Krankheit. Sein Tod wurde am 18. Dezember 1946 auf der 4. Landtagssitzung mitgeteilt. Gleichzeitig trat Arno Roßberg als Nachrücker für ihn in den Landtag ein.